# 田崎町 (薩摩川内市)
田崎町（たさきちょう）は、鹿児島県薩摩川内市の町。旧薩摩国薩摩郡百次郷田崎村、薩摩国薩摩郡永利郷田崎村、薩摩郡永利村大字田崎、川内市田崎町。郵便番号は895-0006。人口は1,494人、世帯数は643世帯（2020年10月1日現在）。

## 地理
薩摩川内市の西部、川内川支流平佐川の中流域に位置している。字域の北方には天辰町、南方から東方にかけては永利町、西方から南方にかけて平佐町が接している。
字域の南端部を鹿児島県道42号川内加治木線が通っており、それに沿って平佐川が流れている。平佐川の流域には水田が広がっており、北部は上床山地に続く台地となっており畑作が主に行われている。集落は主に南部の平佐川流域の斜面に集落が散在している。

## 歴史

### 成立から町村制施行まで
田崎という地名は鎌倉期より見え、薩摩国薩摩郡のうちであり名田名「田崎名」であった。田崎という地名は元応2年の本田暁道請文に出てくるのが初見であるとされている。一時は入来院氏の領土のうちであったが、後に島津氏の直轄地となっている。
江戸期は薩摩郡百次郷のうちの「田崎村」であった。明治2年に百次郷と山田郷が統合され、永利郷に属した。村高は「天保郷帳」では279石余、「旧高旧領取調帳」では269石余であった。

### 町村制施行以後
1889年（明治22年）に町村制が施行されたのに伴い永利郷に属していた、山田村、百次村、田崎村の区域より永利村が成立し、それまでの田崎村の区域は永利村の大字「田崎」となった。
1956年（昭和31年）9月30日には永利村が薩摩郡高江村と共に川内市に編入された。同年の10月19日に鹿児島県公報に掲載された「 市村の廃置分合に伴う大字の廃止及び町の新設」（鹿児島県告示）により9月30日付で旧永利村大字田崎の区域を以て新たに川内市の町「田崎町」が設置された。
2004年（平成16年）10月12日に川内市、東郷町、入来町、祁答院町、樋脇町、下甑村、上甑村、鹿島村、里村が新設合併し薩摩川内市が設置された。この市町村合併に伴い設置された法定合併協議会において川内市の町・字については「現行通りとする。」と協定されたため、名称の変更は行われずに薩摩川内市の町となった。

## 人口
以下の表は国勢調査による小地域集計が開始された1995年以降の人口の推移である。
| 年                 | 人口  |
| ------------------ | ----- |
| 1995年（平成7年）  | 1,068 |
| 2000年（平成12年） | 1,418 |
| 2005年（平成17年） | 1,437 |
| 2010年（平成22年） | 1,541 |
| 2015年（平成27年） | 1,562 |
| 2020年（令和2年）  | 1,494 |

## 施設

### 寺社
- 鶴亀神社

## 小・中学校の学区
市立小・中学校に通う場合、学区（校区）は以下の通りとなる。
| 町丁   | 番地 | 小学校                   | 中学校                     |
| ------ | ---- | ------------------------ | -------------------------- |
| 田崎町 | 全域 | 薩摩川内市立平佐西小学校 | 薩摩川内市立川内中央中学校 |

## 交通

### 道路
主要地方道
- 鹿児島県道42号川内加治木線

### 鉄道
字域内には鉄道は通っていない。最寄りの駅は川内駅である。